# Walter Édouard Lidforss
Walter Édouard Lidforss (Mora, Comtat de Dalarna, 11 de febrer de 1833 — Estocolm, 9 d'abril de 1910) va ser un romanista suec. Es va interessar per la llengua catalana i va fer informes per a què Àngel Guimerà rebés el Premi Nobel.
Estudià a la Universitat d'Uppsala i fou professor de literatures estrangeres a diferents universitats del país com la Universitat de Lund. Interessat per les llengües ibèriques, el 1870 va fer una estada a Catalunya i va conèixer els escriptors Francesc Pelagi Briz, Víctor Balaguer, Francesc Maspons i Labrós, els germans Eduard i Gaietà Vidal i Valenciano, entre d'altres.
Anys després va col·laborar a la revista Lo Gay Saber, on el 1878 va publicar, traduït, un Quadro popular suec i un estudi sobre Lo Renaixement literari català. En la seva explicació sobre l'interès dels romanistes per la cultura catalana explica que a Catalunya havia trobat esforços "a favor de lo bo, lo veritable i lo bell", i per això considera que la caultura catalana mereix "estima i simpatia". Uns anys després, el 1894, va publicar un nou article a la revista Ute och hemma on tornava a tractar la cultura catalana amb una breu presentació de Balaguer acompanyada de la traducció de Les esposalles de la morta.
Com a traductor va ser conegut principalment per la seva traducció del Quixot de Cervantes el 1892 i la Divina Comèdia de Dante el 1903. Va traduir al suec Les esposalles de la morta de Víctor Balaguer i estudià El Misterio de los Reyes Magos (1871), entre altres obres.
Fou membre de l'Acadèmia de Bones Lletres de Barcelona (1870) i de l'Academia de la Historia de Madrid. Membre del comitè del premi Nobel, es relacionà amb Joaquim Miret i Sans a propòsit de la candidatura d'Àngel Guimerà, sobre qui va mostrar la seva admiració. Mesos més tard es va acusar l'Acadèmia de bones Lletres de no haver complert els terminis fixats el 1906, fet que hauria dificultat l'obtenció d'un possible premi Nobel per a Catalunya. De fet, el primer informe de Lidforss sobre Guimerà va ser el 1907.